# Micralsopsis complanata
Micralsopsis complanata là một loài Rêu trong họ Pterobryaceae. Loài này được (Dixon) W.R. Buck miêu tả khoa học đầu tiên năm 1987.